# 220 Central Park South
220 Central Park South (kurz: 220 CPS) ist ein Wolkenkratzer in Manhattan in New York City. Das 2019 fertiggestellte Wohngebäude besteht aus zwei Teilen, der 18-stöckigen „The Villa“ direkt an der 59th Street beziehungsweise Central Park South sowie dem dahinter stehenden knapp 290 Meter hohen Turm.

## Beschreibung
Das Wohnhochhaus 220 Central Park South befindet sich in Midtown Manhattan auf der Südseite des Central Park (59th Street) zwischen Broadway und Seventh Avenue. Das Gebäude liegt an der Billionaires’ Row gegenüber der Südgrenze vom Central Park.
Mitte Januar 2014 wurden DOB (Department of Buildings – NYC) Dokumente eingereicht, die eine Höhe von 290 Meter angeben. Da das DOB die Höhe immer nur bis zum letzten bewohnten Stockwerk angibt (also keine Masten/Antennen/Dachfirste etc. berücksichtigt), ging man zunächst davon aus, dass der Turm etwa 300 Meter hoch werden würde. Er ist letztendlich 289,61 m (950 Fuß) hoch und hat 70 Stockwerke. Central Park South gehört zu den besten und teuersten Wohnadressen New Yorks, weshalb man davon ausgehen kann, dass die Wohnungen sehr luxuriös ausgestattet sind. Außerdem wird 220 CPS als direkter Konkurrent zu Extells Central Park Tower gesehen, da beide Wolkenkratzer dicht aneinander liegen und somit um dieselbe Kundschaft werben.
Das Projekt wurde von Vornado Realty Trust entwickelt, einem bekannten New Yorker Immobilien-Treuhandfonds. Vornado plant zudem andere Großprojekte wie den Wolkenkratzer PENN 15 mit Baubeginn ab 2023. Das Gebäude ist als reiner Wohnturm ausgelegt. Insgesamt wurden 117 Wohneinheiten errichtet. Das Gebäude entwarf der Architekt Robert A. M. Stern (RAMSA), der unter anderem auch für 45 East 60th Street, 30 Park Place und 15 Central Park West verantwortlich ist. 220 CPS ist eine Mischung aus Postmoderne und Art déco. Ähnlich den Wolkenkratzern der 1920er- und 1930er-Jahre, die den Central Park umrahmen, hat der Turm eine charakteristische Fassade aus silbrigem Alabama-Kalkstein bekommen.
Die Pläne für den Wohnturm wurden im Sommer 2010 erstmals der Öffentlichkeit vorgestellt. Die Arbeiten begannen 2014. Das Gebäude erreichte im Mai 2017 seine Endhöhe und wurde 2019 fertiggestellt.

## Galerie

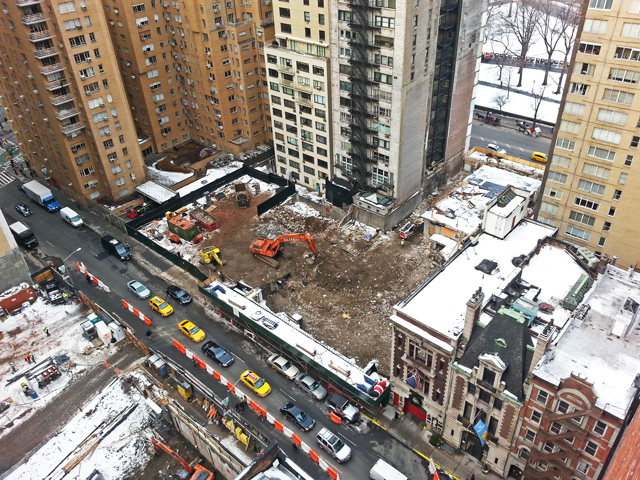
Gründungsarbeiten Ende Dezember 2013
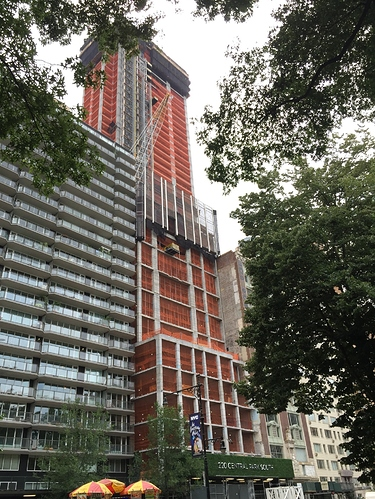
Der Turm am 1. Juli 2016
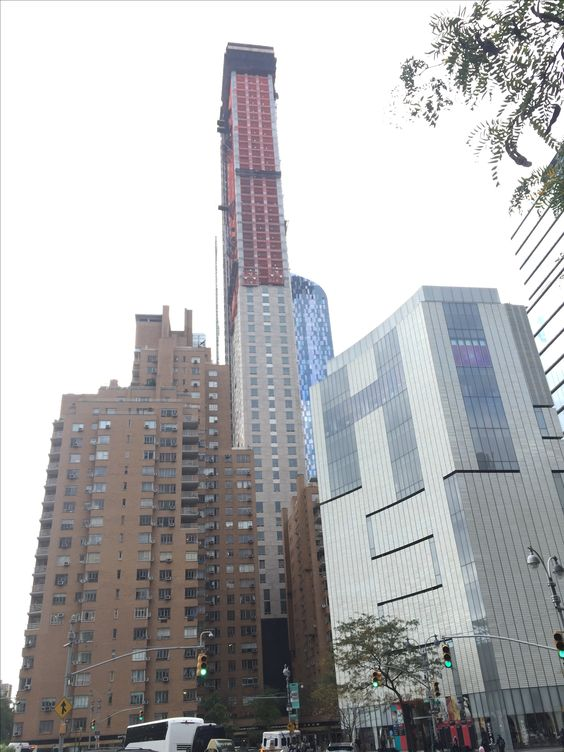
Baufortschritt am 26. Oktober 2016
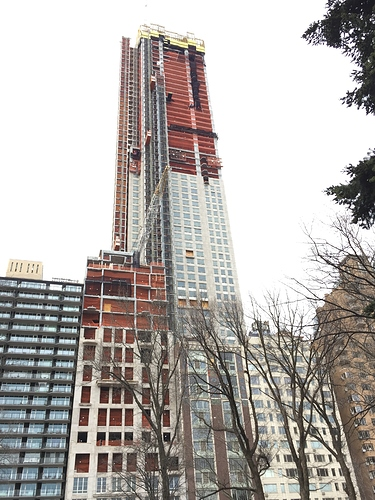
220 CPS am 6. Januar 2017
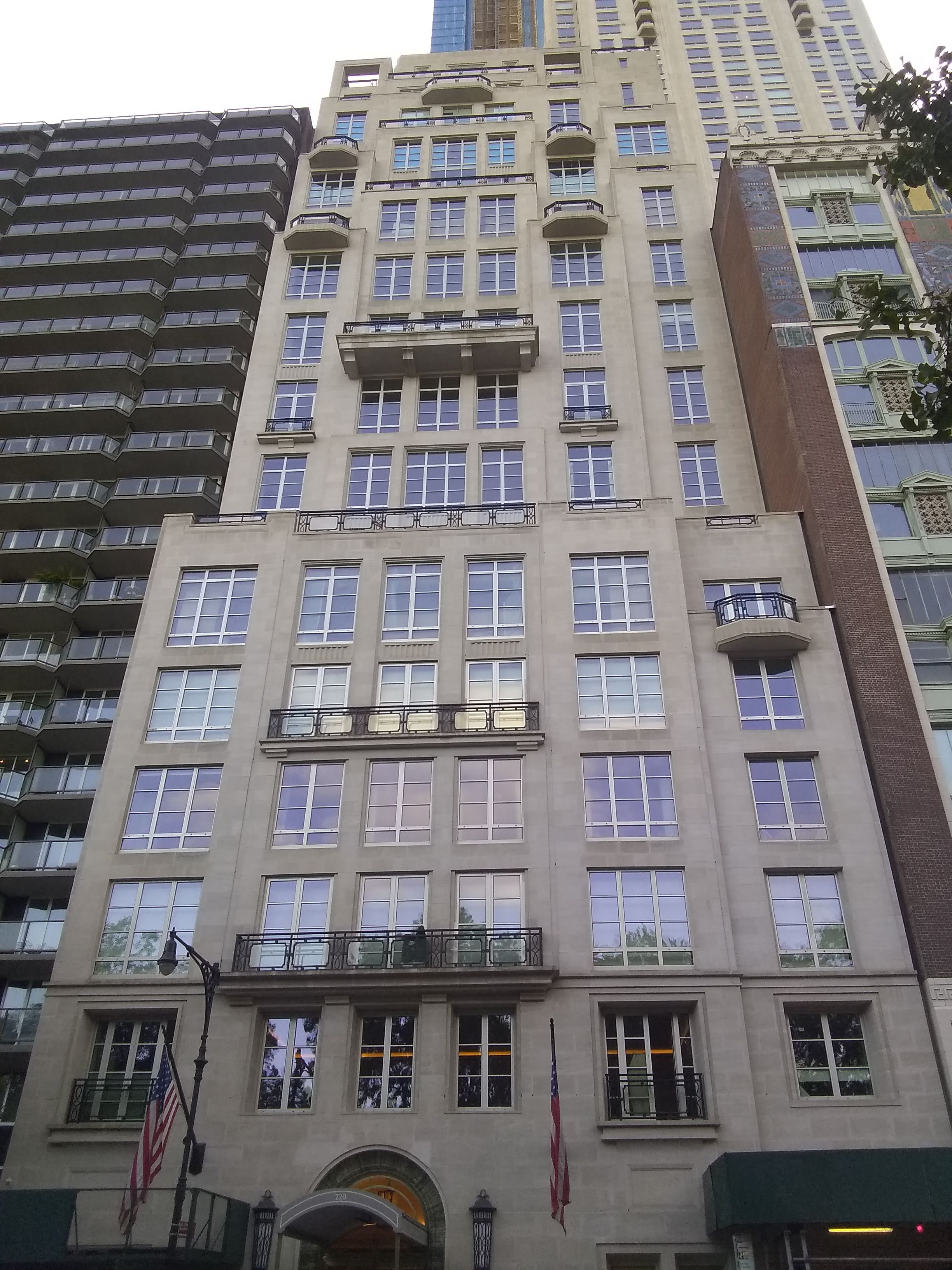
„The Villa“ von 220 CPS am 20. Oktober 2020
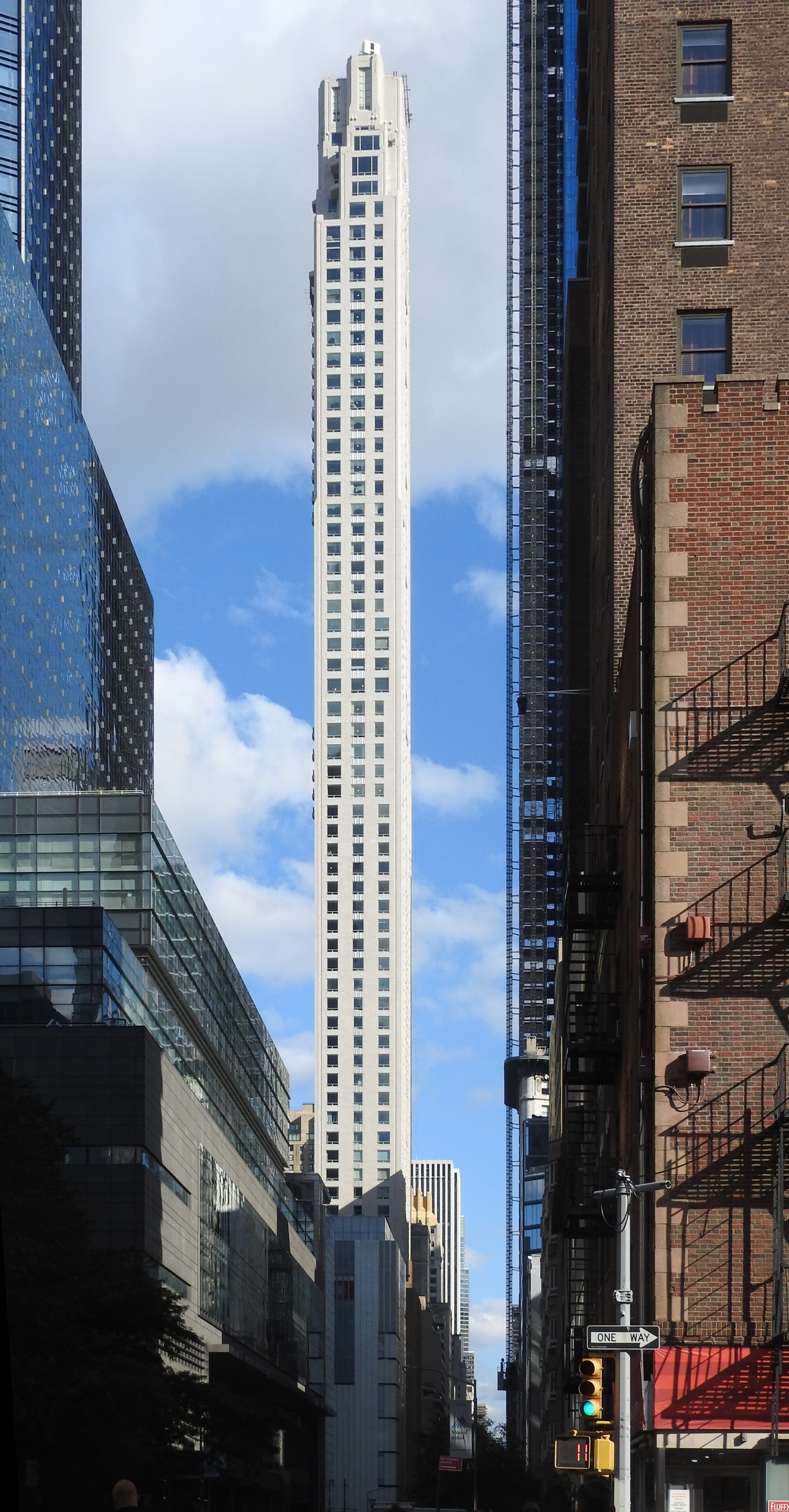
Seitliche Ansicht vom 24. September 2019